# BRA Transportes Aéreos
BRA Transportes Aéreos – nieistniejąca brazylijska tania linia lotnicza z siedzibą w São Paulo.
7 listopada 2007 roku linia zaprzestała wszelkich działań.